# 紅體新胚鰻
紅體新胚鰻為輻鰭魚綱囊鰓鰻目月尾鰻科的其中一種，分布於東南大西洋區的南非開普敦海域，棲息深度2000-2200公尺，體呈弓箭形，體色亮紅色，體長可達16公分。